# 土居豊
土居豊（どい ゆたか、1967年3月16日 - ）は、日本の文芸評論家、作家。「文芸レクチャラー」という肩書きも用いる。
大阪府生まれ。大阪芸術大学文芸学科卒。2000年村上春樹論の連載で関西文学選奨奨励賞受賞。2005年音楽小説『トリオ・ソナタ』を刊行し、小説家デビュー。園田学園女子大学などで講師を務める。村上春樹、司馬遼太郎から谷川流まで、現代の阪神間文学を幅広く評論対象とする。

## 著書
- 『村上春樹を歩く』（浦澄彬名義）彩流社　2000
- 『トリオソナタ』図書新聞　2005
- 『『坂の上の雲』を読み解く! これで全部わかる秋山兄弟と正岡子規』講談社　2009
- 『ストーカー音大生』いるかネットブックス 2008
- 『村上春樹を読むヒント』ロングセラーズ　2009
- 『村上春樹のエロス』ロングセラーズ　2010
- 『ハルキとハルヒ 村上春樹と涼宮ハルヒを解読する』大学教育出版　2012
- 『沿線文学の聖地巡礼 川端康成から涼宮ハルヒまで』関西学院大学出版会 2013
- 『いま、村上春樹を読むこと』関西学院大学出版会 2014

## 参考
- 『村上春樹のエロス』著者紹介 - 紀伊國屋書店
- Amazon.co.jp: 土居 豊:作品一覧、著者略歴